# Tom Mintier
Tom Mintier (* 1. Dezember 1947 in Mount Vernon, Vereinigte Staaten; † 18. September 2016 in Thailand) war ein US-amerikanischer Reporter und Journalist.
Mintier wurde weltweit bekannt, als er am 28. Januar 1986 für den Nachrichtensender CNN die Explosion der US-Raumfähre Challenger als einziger Reporter weltweit live kommentierte.

## Werdegang
Seine erste Erfahrungen machte er 1972 bei WBNSTV in Ohio als Kameramann. Er ging zur University of Louisville und machte dort 1981 seinen Abschluss im Bereich Journalismus. Zwischen 1981 und 2004 arbeitete er für CNN. Anschließend wechselte er zu Thai News Network (TNN). Seit dem 1. Juli 2008 war er für The Amata Times tätig.
Er war als Reporter bei vielen Ereignissen live vor Ort, u. a. 1989 beim Tian’anmen-Massaker in Peking, im November 1989 am Brandenburger Tor beim Mauerfall, beim Einmarsch der US-Truppen in Panama und im United States Central Command nahe Doha, Katar im Irakkrieg 2003. Ferner war er Bürochef in London und Bangkok.
Mintier erhielt einen Emmy für seine Berichterstattung zum Tian’anmen-Massaker und dem Attentat bei den Olympischen Spielen 1996 in Atlanta.